# Biroina capitalis
Biroina capitalis är en tvåvingeart som först beskrevs av Richards 1973.  Biroina capitalis ingår i släktet Biroina och familjen hoppflugor. Inga underarter finns listade i Catalogue of Life.